# Sebastián de Emparan
Sebastián de Emparan Azkue (1683, Azpeitia – 1756) fue un noble y religioso español, titular de la Diócesis de Urgel y con ello príncipe soberano de los Valles de Andorra.

## Biografía
Nacido en Azpeitia, fue bautizado en la iglesia de San Sebastián de Soreasu el 21 de enero de 1683. Fue hijo legítimo de Francisco Ignacio de Emparan, XII señor de la casa de Emparan y de Catalina de Azcue y Zaulaica; nieto por línea paterna de Ignacio de Emparan y Sorrain y de Ana Eycaga y Olano, y por la materna de Joanes de Azcue Urbieta y Mariana de Zaulaica Mendizabal. Además, fue hermano de José Joaquín, Ignacio, José Antonio, José Joaquín Antonio, Antonio José León y Francisco José de Emparan, este último fue el XIII señor de la casa de Emparan de Azpeitia
Perteneció a la Orden de San Jerónimo, fue dos veces prior del monasterio de El Escorial y después obispo de Urgel, a la vez que príncipe soberano de los Valles de Andorra.